# بريتاني ماينارد
بريتاني ماينارد (بالإنجليزية: Brittany Maynard)‏ هي مُدرسة أمريكية، ولدت في 19 نوفمبر 1984 في آناهايم في الولايات المتحدة، وتوفيت في 1 نوفمبر 2014 في بورتلاند في الولايات المتحدة بسبب موت رحيم.